# Santo Domingo de las Posadas
Santo Domingo de las Posadas è un comune spagnolo di 85 abitanti situato nella comunità autonoma di Castiglia e León.